# Lindneromyia lindneri
Lindneromyia lindneri är en tvåvingeart som först beskrevs av Kessel 1965.  Lindneromyia lindneri ingår i släktet Lindneromyia och familjen svampflugor.
Artens utbredningsområde är Tanzania. Inga underarter finns listade i Catalogue of Life.